# كريستيان كويمبرا أرياس
كريستيان كويمبرا أرياس (بالإسبانية: Cristian Coimbra) (31 ديسمبر 1988 بسانتا كروز دي لا سييرا في بوليفيا - ) هو لاعب كرة قدم بوليفي في مركز الدفاع. شارك مع منتخب بوليفيا لكرة القدم. أما مع النوادي، فقد لعب مع نادي غوبيارا وSport Boys Warnes ‏ ونادي بلومينغ.

## روابط خارجية
- كريستيان كويمبرا أرياس على موقع قاعدة بيانات كرة القدم.إي يو (الإنجليزية)
- كريستيان كويمبرا أرياس على موقع ناشيونال فوتبول تيمز (الإنجليزية)
- كريستيان كويمبرا أرياس على موقع Soccerway.com (الإنجليزية)
- كريستيان كويمبرا أرياس على موقع AS.com (الإسبانية)